# Stejnosměrný motor

Princip motoru. Šipkami jsou znázorněny odpudivé síly mezi vnějším polem statoru a polem rotoru. Rotor je tvořený cívkou a magnetické pole, které cívka vytváří, je na ní barevně znázorněno.

Stejnosměrný motor je v elektrotechnice točivý elektrický stroj na stejnosměrný proud, s vnitřní komutací cívek v rotoru. Může pracovat v režimu elektromotor nebo generátor (dynamo). Princip stejnosměrného motoru objevil v roce 1873 Zénobe Gramme, je tedy nejstarším typem elektromotoru. Stejnosměrný motor má čtyři hlavní díly, společný magnetický obvod statoru a rotoru, buzení magnetického toku statoru, komutátor s kartáči a rotor - kotvu s vinutím rotoru. Napájení rotoru je realizováno přes sběrací kartáče na komutátoru, který přepíná vinutí rotoru. Na statoru je budicí vinutí, které vytváří magnetický tok. Budicí vinutí je nahrazováno u nových konstrukcí permanentním magnetem. Změnou velikosti budicího proudu nebo napájecího napětí kotvy je možno řídit rychlosti otáčení (otáčky za minutu). Změnou směru jen budicího proudu nebo jen napětí kotvy docílíme změny směru otáčení kotvy. Malé stejnosměrné motory jsou používány v hračkách a pohonech spotřebičů ve vozidlech. Pro pohony napájené ze střídavé distribuční sítě, jako jsou běžné domácí spotřebiče a ruční (pracovní) nářadí, jsou používány univerzální motory.  Především u ručního nářadí jsou komutátorové univerzální motory používány proto, že pro požadovaný výkon vychází poměrně malé a lehké díky vysokým pracovním otáčkám. Výstupní otáčky motoru s vnitřní komutací bývají, na rozdíl od motorů s vnější komutací, více závislé velikosti zatěžovacího momentu. Sériový motor má velký rozběhový točivý moment. Stejnosměrné motory bývají nahrazovány střídavými motory, tj. motory s vnější komutací, kde je mechanický komutátor nahrazen elektronickým obvodem, který umožňuje vytvořit požadovanou momentovou charakteristiku (v tomto případě již nemůžeme mluvit o komutátorovém motoru). Sériové komutátorové motory užívané pro pohon dopravních prostředků závislé i nezávislé trakce bývají nahrazovány asynchronními a nejnověji synchronními motory. Při srovnatelných otáčkách a výkonu vychází komutátorový motor větší a těžší než motor s vnější komutací, například asynchronní motor.

## Princip činnosti
Stejnosměrný motor se skládá z rotoru (upevněn na hřídeli) a statoru (pevná část elektromotoru). Rotor je vždy elektromagnet, stator může být buď elektromagnet nebo permanentní magnet. Kotvou je označován elektromagnet, na kterém dochází k přepólování napájení jeho vinutí (buď pomocí komutátoru nebo řídicím elektronickým obvodem). Kotva může být na statoru i na rotoru (podle konstrukce motoru).
Spřažený magnetický tok budicího vinutí a kotvy na sebe silově působí. Stejné póly se odpuzují a opačné přitahují. Tím vzniká točivý moment. Pokud by při pootočení nedošlo k přepnutí vinutí kotvy (komutaci), došlo by k zastavení. Vektory spřaženého magnetického toku by nevyvozovaly vzájemné silové účinky (magnetická pole by byla orientována ve stejném směru). Tento jev je využíván u elektromagnetického měřicího ústrojí. Pro zachování dosavadního směru otáčení je kotva přepólována tak, aby se rotor snažil pootočit směrem do další neutrální polohy, ale mezi tím dojde opět k další komutaci části vinutí kotvy. Pro plynulejší pohyb má kotva tři a více vinutí. Změnu směru otáčení motoru nebo polarity výstupního napětí dynama je možno uskutečnit reverzací (přepólováním) jen kotvy, nebo jen buzení. Pro rychlou reverzaci motoru je obvykle reverzována kotva, která má mnohem menší časovou konstantu než budicí obvod.
Snížením velikosti budicího proudu se snižuje velikost magnetického budicího toku. Odbuzením statoru se zvyšují otáčky motoru (při konstantním momentu zátěže a napětí), podle vztahu U=KΦω, který je odvozen ze vztahu U=BIv, kde U – indukované napětí v kotvě, K – konstanta stroje, Φ – budicí tok, ω – úhlová rychlost vodičů kotvy, l – délka vodiče, v – rychlost vodiče v magnetickém poli. Snížením velikosti proudu v kotvě se snižuje velikost kroutícího momentu na hřídeli (při konstantních otáčkách a napětí), podle vztahu M=KΦI, který je odvozen ze vztahu F=BIl, kde je M – kroutící moment, K – konstanta stroje, Φ – budicí tok, I – proud kotvou, F – síla, l – délka vodiče. Při konstantním buzení narůstá lineárně výkon motoru od nuly až do jmenovitých otáček P=ωM. Po dosažení jmenovitých otáček dochází k odbuzování a tím klesá hyperbolicky moment motoru M=P/ω.
Po úpravě magnetického obvodu buzení (obvykle statoru) na feromagnetický obvod z elektricky izolovaných plechů (dynamoplechů) je možno komutátorový motor napájet střídavým napětím a proudem.

## Typy stejnosměrných motorů
Základními typy stejnosměrných elektromotorů jsou kartáčový a bezkartáčový stejnosměrný motor.

### Kartáčový motor
Kartáčový motor má na hřídeli rotor = kotvu, v jejichž drážkách je vloženo vinutí rotoru připojené na komutátor. Komutátor je soustava vzájemně elektricky oddělených vodivých kovových lamel upevněných na hřídeli rotoru. Na komutátor přiléhají uhlíky (kartáče), kterými je přiveden do rotoru elektrický proud. Komutátor s uhlíky zajišťují komutaci vinutí - přepínání částí vinutí rotoru.  Během provozu dochází k opotřebovávání uhlíků otěrem o lamely a jiskřením při přepínání napájení pro jednotlivé části vinutí. Komutátor je nejporuchovější součástí stejnosměrného kartáčového motoru a vyžaduje pravidelnou údržbu. Napětí a proud procházející vinutím rotoru je vždy stejnosměrný, pokud je střídavý jedná se o univerzální motor.
Stator kartáčového motoru obsahuje budicí obvod, který je tvořen permanentními magnety nebo cívkami budicího vinutí.
Vektor magnetického toku buzení (statoru) je pootočen o 90°elektrických vůči vektoru magnetického toku kotvy. Oba magnetické toky jsou spřaženy ve společném magnetickém obvodu. Tím dochází k silovému působení mezi magnetickými toky cívek a vzájemným silovým působením vzniká kroutící moment.
Uhlíky jsou umístěny v ose magnetické neutrály, kdy ve vinutí nevzniká pohybové napětí. V tom případě dochází jen ke komutaci pracovního proudu. Komutace se opakuje tak, aby si vektor magnetického toku kotvy zachovával stálou polohu.
Změna rychlosti otáčení a kroutícího momentu je prováděna změnou velikosti přivedeného elektrického napětí na kotvu a změnou budicího proudu.

### Bezkartáčový motor
Bezkartáčový stejnosměrný motor má rotor tvořen permanentními magnety, a proto nepotřebuje na rotor přivádět elektrický proud. Vinutí cívek statoru je zapínáno řídicí elektronikou tak, aby byl neustále vyvoláván točivý moment na rotoru, což znamená, že stejnosměrné napájení je elektronickou řídicí jednotkou měněno na střídavý proud. Řídicí jednotka musí sledovat pozici rotoru, například pomocí Hallovy sondy, aby správně přepojovala vinutí statoru. Změna otáček je prováděna změnou frekvence přepínání cívek ve statoru. Řídicí jednotka může regulovat napětí a proud do cívek statoru, čímž může ovlivňovat jak otáčky, tak i točivý moment. Tím, že není použit komutátor a motor tedy nemá ani kartáče, je bezkartáčový motor nenáročný na údržbu. Bezkartáčové motory jsou v podstatě synchronními motory. Na rozdíl od běžných střídavých synchronních motorů (komutaci zajišťuje vnější střídavá síť) je komutace vinutí prováděna elektronicky. Jsou též označovány jako BLDC elektromotory (anglicky brushless DC electric motor). Příkladem bezkartáčového motoru je motor ventilátoru chlazení PC. 

### Další typy motorů
Existují další bezkartáčové stejnosměrné motory (v praxi nevyužitelné):
- homopolární motor
- motor z kuličkových ložisek

## Buzení
První komutátorové motory měly výhradně statorové budicí vinutí. U nových konstrukcí bývá nahrazováno permanentním magnetem. Odbuzením (snížením budicího proudu) vinutí statoru umožňuje u komutátorového motoru zvýšení rychlosti otáčení. Současně klesá kroutící moment. U komutátorového generátoru - dynama se zvýšením magnetického toku budicího vinutí (přibuzením) zvyšuje výstupní napětí a výkon dynama. 
Komutátorové motory používají čtyři typy elektrického propojení buzení a kotvy: sériové, derivační (paralelní) a kompaundní (kombinace obou) a cizí buzení.  Každý má jinou charakteristiku točivého momentu k otáčkám motoru pro různé zátěže a rozdílné výstupní charakteristiky dynam.

### Motor s cizím buzením
Cize buzený motor má kotvu (rotor) i statorové buzení napájeny z různých nezávislých zdrojů, které mohou být řiditelné. Pro zavedení elektrodynamické brzdy (změnu směru práce ve IV. kvadrantu ) stačí jednoduché zapojení obvodů.  Tento motor nepotřebuje šuntování budicího vinutí (buzení má vlastní regulaci). Využíval se po rozvoji výkonové elektroniky (pulzní měniče). Využívá se u českých lokomotiv řady 163, 263, 363.

### Motor se sériovým buzením
Statorové budicí vinutí je spojeno do série s vinutím rotoru. Dopravní prostředky závislé i nezávislé trakce  (vlaky, metro, tramvaje,...) vyžadují pohon motory s velký záběrovým momentem. Tomu nejlépe vyhovoval motor se sériovým buzením. Mluvíme o sériovém elektromotoru. Točivý moment motoru  je nepřímo úměrný otáčkám. Při nulových otáčkách dosahuje motor maximálních hodnot kroutícího momentu. V dieselelektrických lokomotivách, ve spojení s generátorem, je sériový motor při vhodné regulaci buzení generátoru schopen ideálně nahradit mechanickou převodovku. Současná výkonová technika s frekvenčním měničem umožňuje plně a rovnocenně nahradit komutátorové motory třífázovými asynchronními motory a v nejnovějších konstrukcích třífázovými synchronními motory s permanentními magnety na rotoru. Při stejném výkonu a stejné momentové charakteristice jsou menší, lehčí a umožňují rekuperaci, pokud to provozní podmínky napájení dovolují. Pro přechod sériového motoru do generátorického chodu vyžaduje motor přepojení, které není za provozu možné realizovat. Dynamo se sériovým vinutím není běžně používáno.

#### Rizika
Motory se sériovým buzením nemají omezení rychlosti otáčení. Při běhu naprázdno se motor může roztočit do vysokých otáček, kdy hrozí mechanické roztržení rotoru s možným zraněním obsluhy.

### Derivační motor

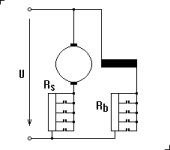
Zapojení derivačního motoru.

Derivační motor (anglicky shunt DC motor) je komutátorový motor, jehož budicí vinutí i kotva je napájeno ze společného zdroje - zapojeno paralelně. Jedná se v podstatě o obdobu cize buzeného motoru.  Otáčky motoru v pracovní oblasti jsou málo závislé na zátěži motoru. Derivační motor je využíván u poháněných zařízení s požadavkem malých změn otáček. Proud statoru i buzení je možno samostatně regulovat. Derivační motor přechází samočinně z motorického režimu do režimu generátorického (z I. do II. kvadrantu) a zpět v závislosti na mechanické charakteristice poháněného zařízení. Například: Pokud by nedošlo včas k odpojení dynama automobilu od akumulátoru, tak by "dynamo" samočinně přešlo do motorického chodu a snažilo by se pohánět spalovací motor vozidla. Obdobně pracuje dynamostartér.
Zapojení motoru umožňuje samostatnou regulaci a smyslu proudu ve statorovém budicím vinutí a vinutí rotoru (kotvy). Tím je možno měnit otáčkovou a momentovou charakteristiku motoru a dynama. Při pohonu z vnějšího zdroje výkonu přechází stejnosměrný motor samočinně z motorické do generátorické oblasti – pracuje jako dynamo. Motor je možno jen odbuzovat a omezovat proud kotvy. Momentová charakteristika je velmi podobná jako u motoru cize buzeného. Spouštění motoru: před zapnutím motoru musí být nastaven maximální budicí proud, tedy vyřazen - zkratován rezistor Rb a zařazen celý odpor rezistoru Rs. Derivační motory pracující téměř výhradně napájené stejnosměrným proudem.

#### Rizika
Derivační motor se může při přerušení budicího obvodu přetočit, hrozí mechanické poškození rotoru až zranění obsluhy.

### Kompaundní motor

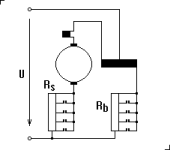
Zapojení kompaundního motoru.

Kompaundní motor (anglicky compound DC motor) neboli elektromotor se smíšeným buzením má sériové i paralelní budicí vinutí, jejichž magnetické toky působí buď souhlasně, nebo proti sobě. Podle toho, která část budicího vinutí (sériová nebo derivační) má převládající vliv na budicí tok, se mění pracovní charakteristiky kompaundního motoru. Výstupní charakteristiky jsou kompromisem derivačního a sériového motoru. Působí-li obě vinutí stejným směrem, má motor větší záběrný moment než motor s paralelním buzením a otáčky se nesnižují tolik jako u motoru se sériovým buzením. Působí-li sériové vinutí proti paralelnímu, udržuje motor otáčky při proměnném zatížení. Zvětší-li se zatížení, otáčky klesnou, sériovým vinutím prochází větší proud, buzení se zeslabí a otáčky se opět zvýší. 
Spouštění motoru: Před zapnutím motoru musí být nastaven maximální budicí proud, tedy vyřazen - zkratován rezistor Rb a zařazen celý odpor rezistoru Rs. Po vyřazení odporu v obvodu kotvy se snižuje buzení odporníkem v obvodu buzení. Používá se k pohonu výtahů, bagrů, trolejbusů atd. Kompaundní motory pracující téměř výhradně napájené stejnosměrným proudem.

#### Protikompaundní zapojení
Je-li sériové budící vinutí zapojené tak, že magneticky tok sériového vinutí působí proti magnetickému toku paralelního vinutí, je motor velmi nestabilní a lehce se přetočí. Takové zapojení může nastat omylem špatným zapojením na svorkách. Zapojení je využíváno výjimečně pro zmenšení vlivu kolísavého zapojení na otáčky motoru. Protikompaudní zapojení bylo úspěšně využíváno u rotačních usměrňovačů pro sváření elektrickým obloukem (tzv. Triodyn), kdy derivační vinutí vybudí dostatečné velké zapalovací napětí oblouku a sériové omezí velikost proudu elektrodou a obloukem.

## Charakteristiky

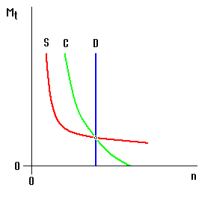
Porovnání momentových charakteristik, na zobrazeném grafu jsou zobrazeny momentové charakteristiky motorů v závislosti na otáčkách [S] - sériový, [D] - derivační, [C] - kompaundní.

Na zobrazeném grafu jsou zobrazeny idealizované momentové charakteristiky motorů v závislosti na otáčkách [S] - sériový, [D] - derivační, [C] - kompaundní. Grafy platí jen v pracovní oblasti motorů.